# Barbatosphaeria barbirostris
Barbatosphaeria barbirostris är en svampart som först beskrevs av Léon Dufour, och fick sitt nu gällande namn av Réblová 2008. Barbatosphaeria barbirostris ingår i släktet Barbatosphaeria, klassen Sordariomycetes, divisionen sporsäcksvampar och riket svampar.  Arten är reproducerande i Sverige. Inga underarter finns listade i Catalogue of Life.